# Joel Thorne

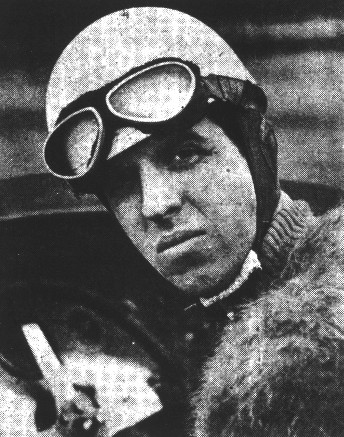
Joel Thorne 1938

Joel Thorne (* 16. Oktober 1914 in New York City, New York, USA; † 17. Oktober 1955 in North Hollywood, Kalifornien, USA) war ein US-amerikanischer Autorennfahrer und Ingenieur.

## Karriere
Thorne nahm in einem von ihm selbst konstruierten Rennwagen in den Jahren 1938 bis 1941 vier Mal an den 500 Meilen von Indianapolis teil, wobei er 1940 seine beste Platzierung als fünfter erreichte. Darüber hinaus unternahm er einige vergebliche Versuche, sich für das Rennen zu qualifizieren. 1946 siegte George Robson in einem Thorne-Rennwagen in Indianapolis. Nach seiner Rennkarriere widmete er sich dem Flugzeugbau. 1955 verunglückte er mit einem solchen Flugzeug tödlich. Er stürzte nach einem riskanten Manöver in ein Wohnhaus. Bei dem Unglück starben noch acht weitere Menschen.	

## Statistik

### Indy 500 Ergebnisse
| Jahr | Startnr. | Start | Qual. (km/h) | Ergebnis | Runden | Führung | Ausfall |
| ---- | -------- | ----- | ------------ | -------- | ------ | ------- | ------- |
| 1937 | 22       | DNQ   |              |          |        |         |         |
| 1938 | 22       | 13    | 194,971      | 9        | 185    | 0       |         |
| 1939 | 8        | 20    | 197,014      | 7        | 200    | 0       |         |
| 1940 | 8        | 10    | 196,596      | 5        | 197    | 0       |         |
| 1941 | 5        | 23    | 191,736      | 31       | 5      | 0       | Unfall  |
| 1946 | 44       | DNQ   |              |          |        |         |         |
| 1948 | 57       | DNQ   |              |          |        |         |         |
| 1949 | 81       | DNQ   |              |          |        |         |         |
| 1950 | 33       | DNQ   |              |          |        |         |         |
| 1951 | 88       | DNQ   |              |          |        |         |         |

| Legende  | Legende            | Legende                                                          |
| Farbe    | Abkürzung          | Bedeutung                                                        |
| -------- | ------------------ | ---------------------------------------------------------------- |
| Gold     | –                  | Sieg                                                             |
| Silber   | –                  | 2. Platz                                                         |
| Bronze   | –                  | 3. Platz                                                         |
| Grün     | –                  | Platzierung in den Punkten                                       |
| Blau     | –                  | Klassifiziert außerhalb der Punkteränge                          |
| Violett  | DNF                | Rennen nicht beendet (did not finish)                            |
| Violett  | NC                 | nicht klassifiziert (not classified)                             |
| Rot      | DNQ                | nicht qualifiziert (did not qualify)                             |
| Rot      | DNPQ               | in Vorqualifikation gescheitert (did not pre-qualify)            |
| Schwarz  | DSQ                | disqualifiziert (disqualified)                                   |
| Weiß     | DNS                | nicht am Start (did not start)                                   |
| Weiß     | WD                 | zurückgezogen (withdrawn)                                        |
| Hellblau | PO                 | nur am Training teilgenommen (practiced only)                    |
| Hellblau | TD                 | Freitags-Testfahrer (test driver)                                |
| ohne     | DNP                | nicht am Training teilgenommen (did not practice)                |
| ohne     | INJ                | verletzt oder krank (injured)                                    |
| ohne     | EX                 | ausgeschlossen (excluded)                                        |
| ohne     | DNA                | nicht erschienen (did not arrive)                                |
| ohne     | C                  | Rennen abgesagt (cancelled)                                      |
| ohne     | keine WM-Teilnahme |                                                                  |
| sonstige | P/fett             | Pole-Position                                                    |
| sonstige | 1/2/3/4/5/6/7/8    | Punktplatzierung im Sprint-/Qualifikationsrennen                 |
| sonstige | SR/kursiv          | Schnellste Rennrunde                                             |
| sonstige | *                  | nicht im Ziel, aufgrund der zurückgelegten Distanz aber gewertet |
| sonstige | ()                 | Streichresultate                                                 |
| sonstige | unterstrichen      | Führender in der Gesamtwertung                                   |